# Trippel SK 10 Sport
Der Trippel SK 10 Sport als Sportausführung des Trippel SK 10 (TE 107) war das dritte Pkw-Modell der Protek Gesellschaft für Industrieentwicklungen.

## Beschreibung
Bei dem Fahrzeug handelte es sich um einen Kleinwagen. Die selbsttragende Coupé-Karosserie mit zwei Seitentüren bot Platz für drei Personen. Karosseriebau Böbel aus Laupheim fertigte die Karosserie. Für den Antrieb sorgte ein luft- bzw. gebläsegekühlter Zweizylinder-Viertakt-Boxermotor von Zündapp mit 597 cm³ Hubraum und 26 PS Leistung. Der Motor war im Heck montiert und trieb die Hinterachse an. Die Höchstgeschwindigkeit betrug 140 km/h.
Bei einem Radstand von 192 cm und einer Spurbreite von 98 cm war das Fahrzeug 309 cm lang, 138 cm breit und 119 cm hoch. Das Leergewicht war mit 530 kg angegeben, und der Benzinverbrauch mit 4,3 Liter auf 100 km.
Der geplante Verkaufspreis betrug im März 1952 4600 DM. Es entstanden zwei Fahrzeuge.